# Dagmar a Boemiei
Dagmar a Boemiei (cunoacută și sub numele de  Margareta de Boemia; c. 1186 – 24 mai 1212) a fost regină consort  Danemarcei ca prima soție a regelui Valdemar al II-lea al Danemarcei. Ea a fost fiica regelui Ottokar I al Boemiei și a primei lui soții, Adelheid de Meissen.

## Biografie
Margareta (cehă Markéta) a avut un frate, Vratislav, și două surori: Božislava și Hedvika. Tatăl ei a devenit Duce de Boemia în 1192, însă în 1193 a fost detronat. El a părăsit Boemia împreună cu familia sa. Adelheid și copiii s-au stabilit la curtea fratelui ei, Albert, Margraf de Meissen, iar Ottokar a devenit mercenar pentru conducătorii germani.
În 1197, Ottokar a devenit Duce al Boemiei pentru a doua oară. El a repudiat-o pe Adelheid și a divorțat de ea în 1199 pe motiv de consangvinitate. El s-a căsătorit cu Constance a Ungariei în același an. Acest pas, împreună cu alte manevre, l-au ajutat mai târziu să obțină alegerea ereditară a titlului său de rege.
Adelheid nu a renunțat la drepturile ei. În 1205 ea s-a întors la Praga temporar. La acel moment, Ottokar decisese să o căsătorească pe Margareta cu regele Valdemar al II-lea al Danemarcei. Constance a născut un fiu, mai târziu regele Venceslav I al Boemiei. Adelheid a părăsit Boemia curând și a murit câțiva ani mai târziu.
Înainte să se căsătorească cu Margareta, Valdemar a fost logodit cu Richeza a Bavariei, fiica ducelui de Saxonia. Când logodna s-a rupt, el s-a căsătorit cu Margareta în 1205 la Lübeck. În 1209, noua regină, cunsocută acum ca Dagmar, a născut un fiu, Valdemar cel Tânăr.